# Peter Nettestad
Per (Peter) Edvin Nettestad, född 5 maj 1928 i Stockholm, död 1965 i Malmö, var en svensk grafiker och reklamkonsulent.
Han var son till skräddarmästaren Teodor Nettestad och Hertha Weise och från 1955 gift med Dana Voles. Nettestad studerade för Iwan Fischerström och Karl-Erik Forsberg vid Skolan för grafisk formgivning i slutet av 1940-talet samt kvällsundervisningen i reklam och bokkonst vid Konstfackskolan. Han medverkade sedan 1953 i Grafiska sällskapets utställningar och i olika samlingsutställningar på Liljevalchs konsthall samt utställningar arrangerade av Sveriges allmänna konstförening. Hans konst består av  arkitekturmotiv, stadsbilder, och landskap i träsnitt eller torrnålsgravyr och exlibris. Han var sekreterare i Grafiska sällskapet 1957-1958 och tillsammans med Bengt Lissegårdh var han redaktör för tidningen Grafiknytt. Nettestad är representerad vid Moderna museet i Stockholm med en trägravyr från Gotlands kust.